# Martinistraße (Hamburg)
Die Martinistraße ist eine rund 1,5 Kilometer lange Straße überwiegend im Hamburger Stadtteil Eppendorf. Die Südseite des westlichen Drittels liegt im benachbarten Hoheluft-Ost. Ihr amtlicher Straßenschlüssel ist M079. Sie ist nach Erich Karl Wilhelm Georg Martini benannt. Er war Oberarzt des damaligen Allgemeinen Krankenhauses St. Georg, das nach seinem Tod im Jahr 1880 durch das im Pavillonstil konzipierte Allgemeine Krankenhaus Eppendorf, dem heutigen Universitätsklinikum Hamburg-Eppendorf (UKE), erweitert wurde.

## Verlauf
Die Martinistraße beginnt am Eppendorfer Marktplatz (Lage) und verläuft von dort in westliche Richtung. Dabei ist sie für rund 80 Meter Teil der Bundesstraße 5 und des Hauptverkehrsstraßennetzes von Hamburg. Anschließend führt sie zunächst als deutlich schmalere, von Wohngebäuden umgebene Straße weiter. Nach insgesamt 270 Metern erreicht sie die Kreuzung mit der Tarpenbekstraße, die hier Teil der Bundesstraße 433 und des Rings 2 ist, und wendet sich nun Richtung Südwesten.
Vorbei an der St.-Martinus-Kirche, deren Namensgebung von der Straßenbezeichnung inspiriert wurde, und dem St. Joseph-Stift folgen auf der Nordseite das Universitätsklinikum Hamburg-Eppendorf mit seinem Haupteingang sowie auf der Südseite der Eppendorfer Park, die Stadtteilschule Eppendorf, das Heimann-Stift und vor der Einmündung des Falkenrieds das Zentrum für Molekulare Neurobiologie. Dem gegenüber liegt das Stadion Hoheluft des SC Victoria Hamburg. Hier endet die Martinistraße an der Kreuzung mit der Hoheluftchaussee bzw. dem Lokstedter Steindamm, die Teil der Bundesstraße 447 sind, und wird durch die Troplowitzstraße fortgesetzt (Lage).
Das Krankenhaus, der Park, die Wohnstifte, Teile der Schule und die Kirche stehen unter Denkmalschutz.

## Öffentlicher Personennahverkehr
Die Martinistraße wird auf gesamter Länge von zwei Buslinien durchfahren, dazu kommen auf Teilabschnitten weitere hinzu. Bis 1977 führte die Linie 14 der Straßenbahn Hamburg durch die Martinistraße.

## Weitere Entwicklung
Die Straße wird von vielen Fahrradfahrern genutzt, verfügt aber über keinen Fahrradweg im Bereich des UKE. Es gibt Überlegungen, den Teil vor dem UKE zur Fahrradstraße umzuwandeln.

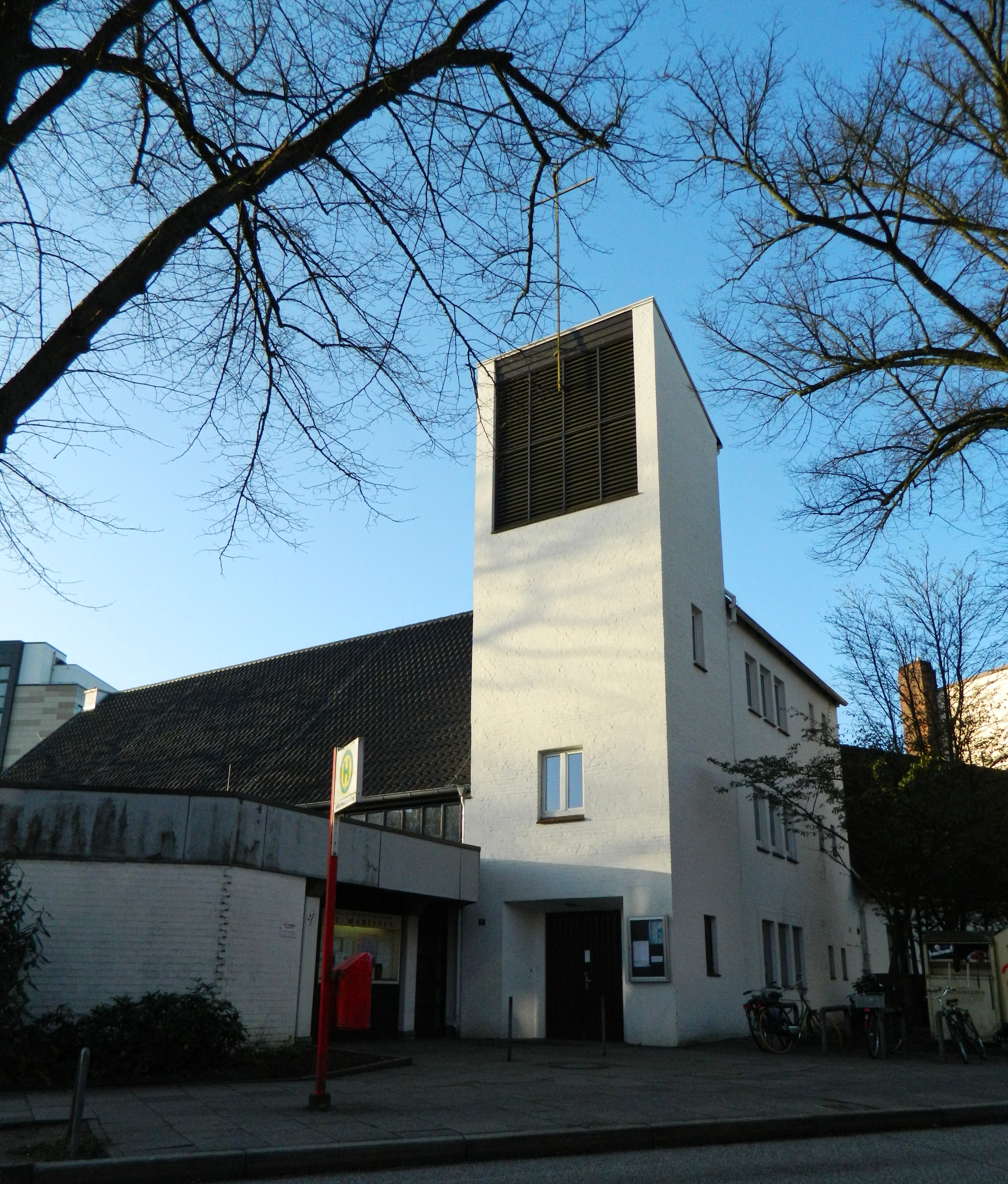
St. Martinus
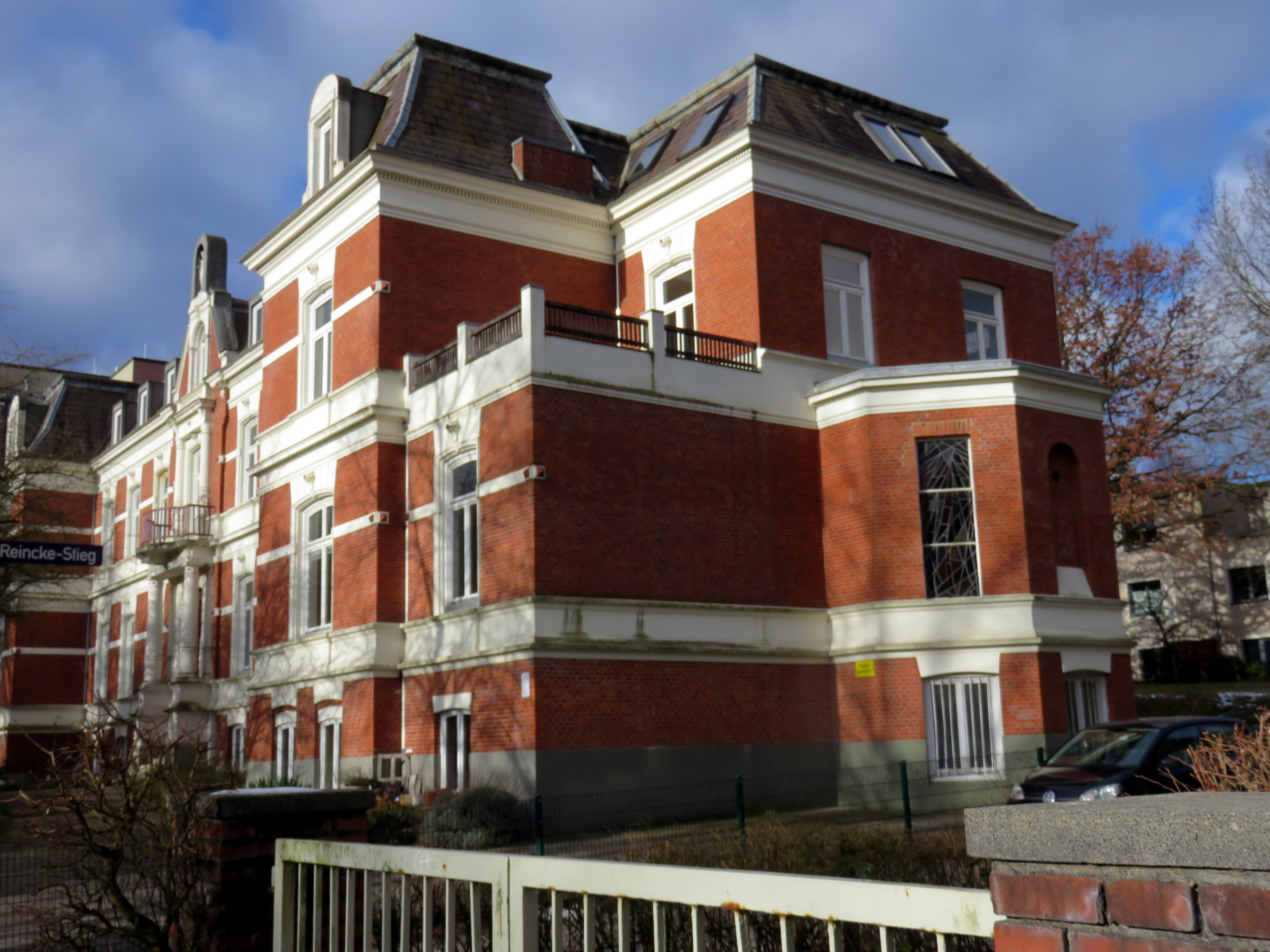
St.-Joseph-Stift
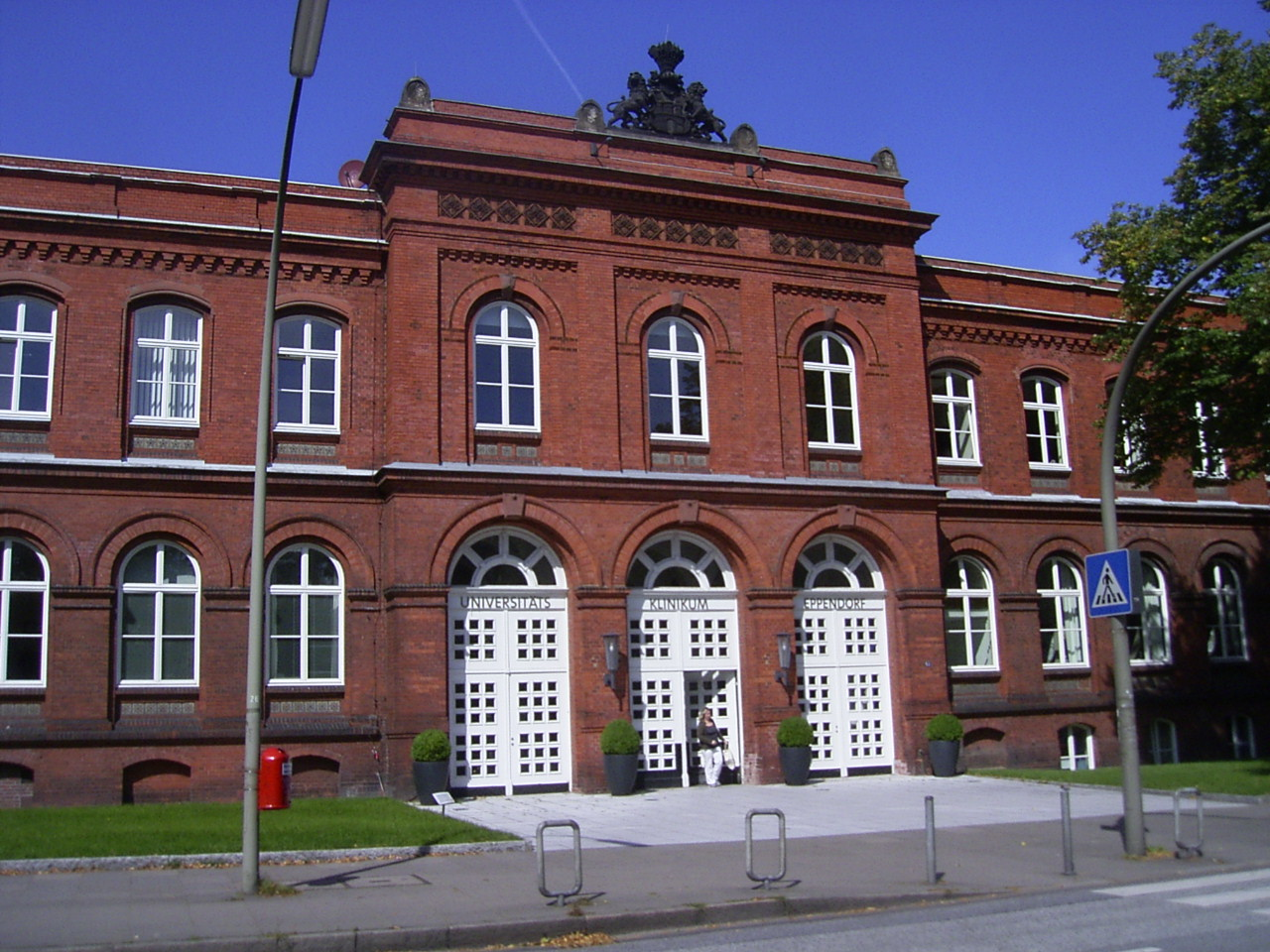
Alter Haupteingang des UKE
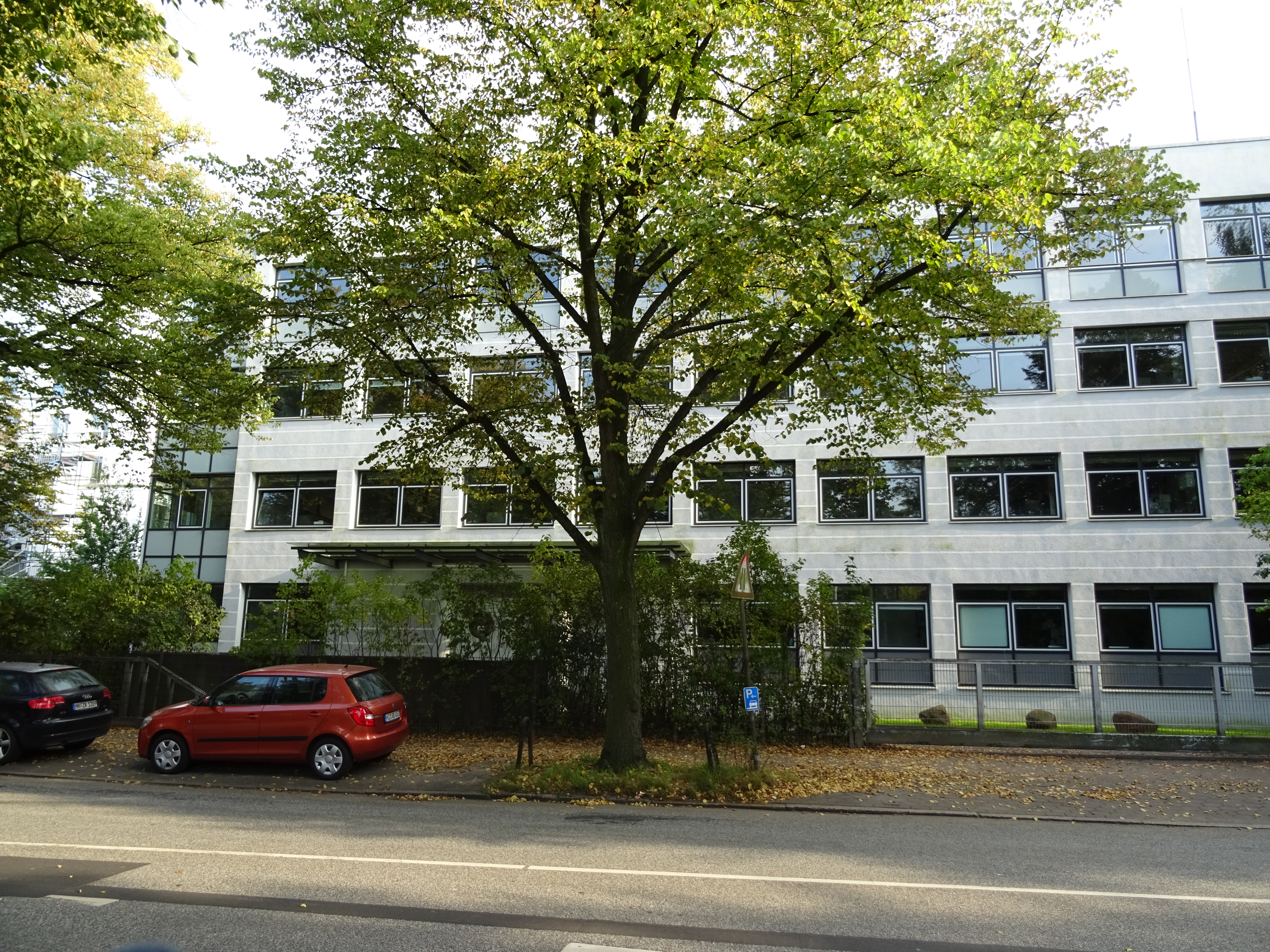
Zentrum für Molekulare Neurobiologie
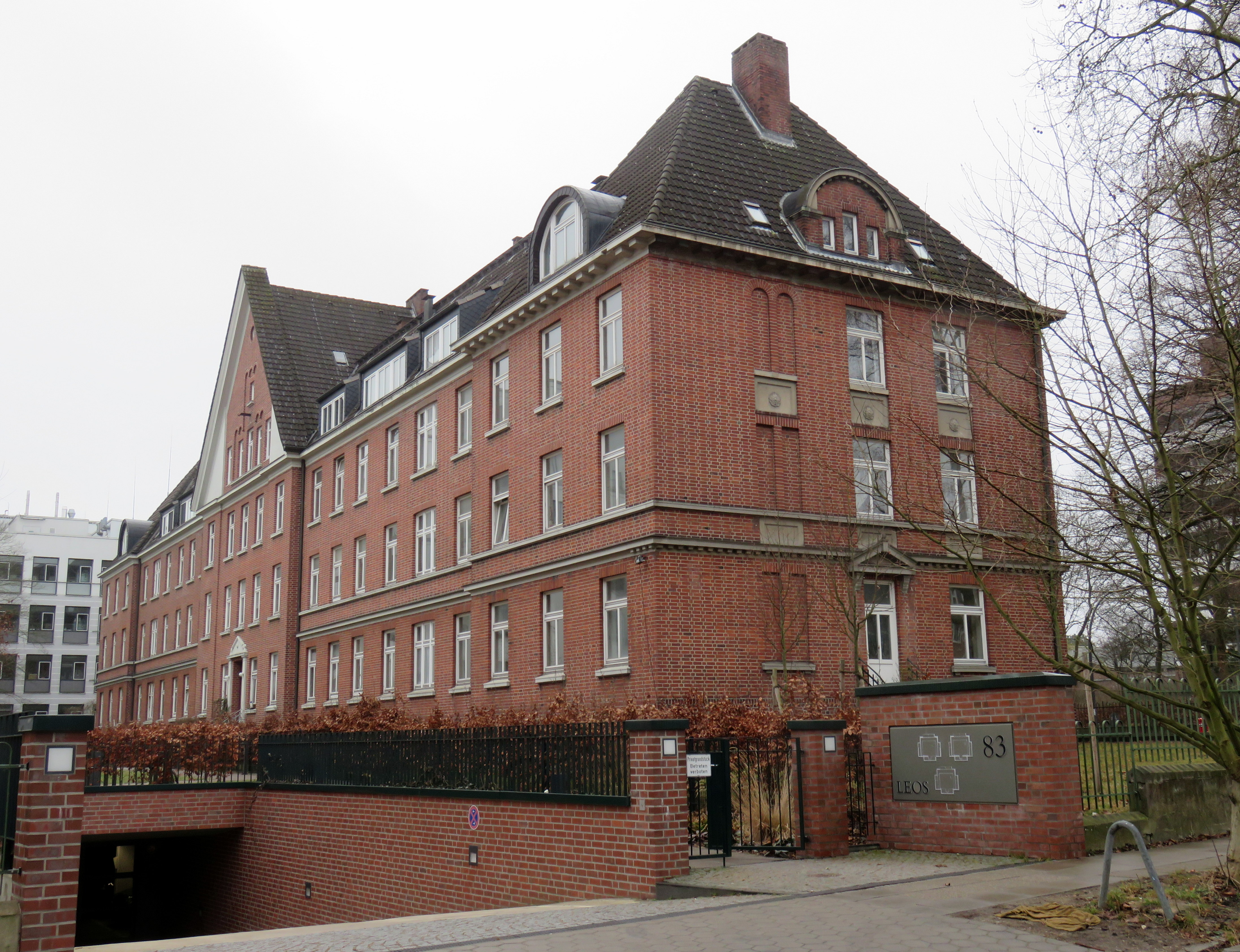
Heimann-Stift